# Merkinkan
Het eiland Merkinkan (Russisch: Меркинкан) is gelegen in de Straat Senjavin in de Beringzee, voor de kust van de Russische autonome republiek Tsjoekotka. Het eilandje ligt op een afstand van ca. 17 km van de op het vasteland gelegen plaats Janrakynnot en ligt op een afstand van ca. 2 km van het nabijgelegen eiland Atsjinkinkan; de vorm is min of meer rond met een doorsnee van ongeveer 500 meter. Het werd in 1828 in kaart gebracht door de ontdekkingsreiziger F.P. Litke, een Baltische Duitser. 
Merkinkan staat bekend om zijn in kolonies broedende klifvogels. Zo broeden er ca. 25 paar duifzeekoeten (Cepphus columba), ca. 150 paar drieteenmeeuwen (Rissa tridactyla), ca. 350 paar gehoornde papegaaiduikers (Fratercula corniculata) en ca. 150 paar kuifpapegaaiduikers (Fratercula cirrhata).